# Ansaldo GL-4
Ansaldo GL-4(アンサルドGL-4)は、第一次世界大戦にイタリアが1929年に計画した重戦車である。

## 概要
FIAT2000に代わる戦車としてアンサルド社によって計画された。山岳での運用を考慮していたため、4tのトラックシャーシを新たに開発しそれらを四基装着し山岳での性能向上を図った。武装は中央の砲塔に砲を二門、前方と後方の車体に機関銃砲塔を計4基搭載予定であった。乗員は8~10名、重量は35tであり、エンジンは最低でも300馬力必要だった。しかし、構造が複雑なため計画は中止された。